# دارایی
دارایی (به انگلیسی :asset)،در حسابداری، کلیهٔ اموال و حقوقی است که دارای ارزش پولی باشند.دارایی هر منبعی است که تحت مالکیت یا کنترل یک واحد اقتصادی است.دارایی هر چیزی (مشهود یا ناملموس) است که بتوان از آن برای تولید ارزش اقتصادی مثبت استفاده کرد. دارایی ها ارزش مالکیت را نشان می دهد که می تواند به پول نقد تبدیل شود (اگرچه خود پول نقد نیز یک دارایی محسوب می شود).
دارایی‌های یک واحد، ممکن است پدیده‌های عینی و مشهود باشند. مثل زمین، ساختمان، موجودی نقدی و موجودی کالا، یا به صورت حقوق مالی و امتیازات غیرقابل رؤیت، مثل سرقفلی و مطالبات از اشخاص.
دارایی‌ها عرفاً از دیدگاه اراده در ترازنامه به گروه‌های متمایزی تقسیم می‌شوند.
دو گروه که مورد استفاده بیشتری دارند عبارتند از دارایی‌های جاری و دارایی‌های ثابت.
دارایی‌های جاری: این دارایی‌ها اقلامی هستند که انتظار می‌رود در طی یک سال یا یک دوره عملیاتی از تاریخ تنظیم ترازنامه (هر کدام که طولانی‌تر است) به وجه نقد تبدیل، یا مصرف یا فروخته شوند. معمولاً دارایی‌های جاری بر حسب سرعت تبدیل شدن به وجه نقد یا مصرف در ترازنامه منعکس می‌گردند.
مانند: بانک‌ها، صندوق، تنخواه‌گردان، بدهکاران، پیش‌پرداخت‌ها، موجودی کالا و ملزومات اداری.
دارایی‌های ثابت: این دارایی‌ها، اقلامی مشهود با عمری طولانی می‌باشند که در جریان عملیات مؤسسه مورد استفاده قرار می‌گیرند. دارایی‌های این گروه به مرور زمان و پس از استفادۀ مکرر مستهلک می‌گردند به همین دلیل برای هر یک از دارایی‌های ثابت استهلاک منظور می‌شود. (به استثنای زمین که مستهلک نمی‌گردد)
مانند: زمین، ساختمان، تأسیسات، ماشین‌آلات و تجهیزات، ابزارآلات، وسائل نقلیه و منصوبات، قالب،ها، لوازم آزمایشگاهی و دارایی‌های سرمایه‌ای موجود در انبار.
طبق تعریف جدیدتری که در کتاب مبانی نظری حسابداری از دارایی شده، دارایی مفهومی مالی است یعنی اموال و حقوقی که منافع آتی قابل تبدیل به پول دارند و بر اثر معاملات، عملیات یا رویدادهای مشخص به مالکیت یا تسلط مالکانهٔ یک واحد تجاری درآمده‌اند؛ دارایی آن واحد محسوب می‌شوند.
دارایی، یکی از عناصر حسابداری نشان‌دهندهٔ وضعیت مالی واحد انتفاعی است.

## مفهوم اجتماعی دارایی
دارایی و پس انداز و سرمایه‌گذاری قابلیت تبدیل شدن به‌یکدیگر را دارند.
مسکن، خودرو، تلفن همراه، کامپیوتر و حتی آب لوله‌کشی و دسترسی به سرویس‌های بهداشتی از جمله دارایی‌های خانوار هستند.
پس انداز یکی از راه‌های سهیم کردن نسل آینده در دارایی‌هایی است که امروز در اختیار است. خانواده در طول حیات خود به دارایی‌هایی دست می‌یابد که خواسته و ناخواسته بخش چشمگیری از آن در آینده به اعضای جوان آن می‌رسد. حفظ و حراست از دارایی و تلاش برای افزودن بر آن از سویی موجب می‌شود تا زندگی جاری با سهولت بیشتری پیش رود و از سوی دیگر آیندگان پشتوانه‌های قویتری داشته باشند.
مسکن با دارا بودن حجم قابل توجه در بازار دارایی‌ها و همچنین برخورداری از ریسک کمتر نسبت به سایر دارایی‌ها، ضمن جلب اعتماد سرمایه‌گذاران همواره نقش ضربه‌گیر را در اقتصاد ایفا نموده‌است.

## انواع دارایی ها از منظر مدیریت مالی
دارایی ها به پنج دسته اصلی تقسیم می شوند: مشتقات، اوراق قرضه، سهام، ارز، کامودیتی.